# LaCie
LaCie és una empresa informàtica de maquinari fundada el 1987, especialitzada en discs durs externs, RAIDS, unitats òptiques i monitors dedicats a les arts gràfiques. Té diverses línies de productes des de discs de butxaca fins a discs durs de sobretaula amb capacitat de diversos terabytes. També cobreixen diversos tipus de connexions, essencialment les connexions FireWire dedicades a l'edició de vídeo. Des de sistemes comuns com l'USB 2.0 fins a sistemes SCSI d'alt rendiment dedicats a l'edició de vídeo i tasques que requereixen una gran transmissió de dades.
El 2012 el fabricant dels discos durs Seagate va anunciar la compra del 64,5% de les accions a LaCie. LaCie, representa la marca premium de Seagate Technology.